# Ippécourt

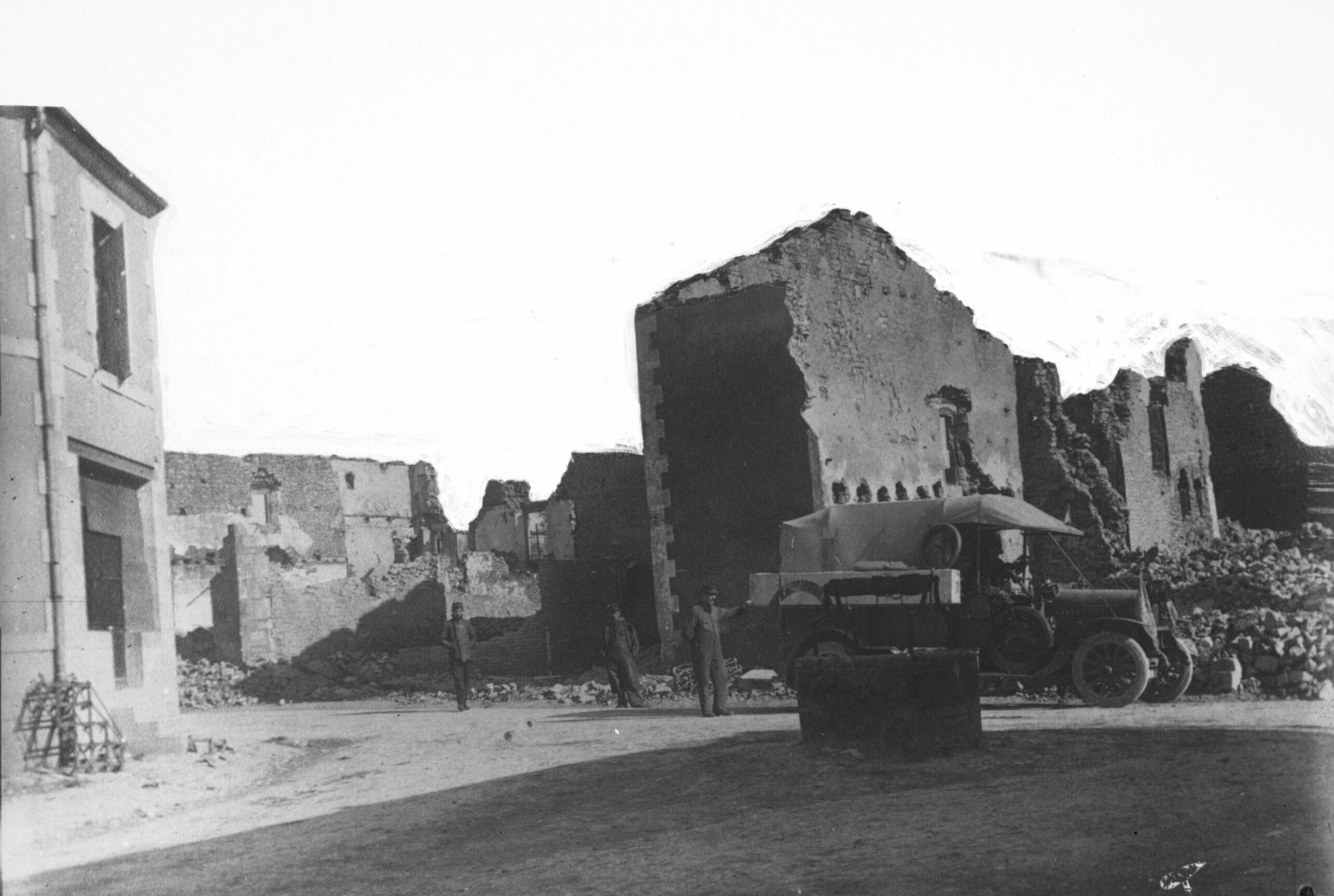
Ruïnes van Ippécourt in 1915

Ippécourt is een gemeente in het Franse departement Meuse (regio Grand Est) en telt 99 inwoners (2009).
De gemeente maakt deel uit van het arrondissement Bar-le-Duc en sinds maart 2015 van het toen opgerichte kanton Dieue-sur-Meuse. Daarvoor was het deel van het toen opgeheven kanton Seuil-d'Argonne.

## Geografie
De oppervlakte van Ippécourt bedraagt 11,1 km², de bevolkingsdichtheid is dus 8,9 inwoners per km².
De onderstaande kaart toont de ligging van Ippécourt met de belangrijkste infrastructuur en aangrenzende gemeenten.

## Demografie
Onderstaande figuur toont het verloop van het inwonertal (bron: INSEE-tellingen).